# Miranda IM
Miranda IM (meist nur „Miranda“) ist ein freier Instant Messenger für Windows für verschiedene Protokolle. Der frühere SourceForge-Projektname lautete „Miranda-ICQ“, da das Projekt inzwischen aber neben ICQ auch viele weitere Protokolle unterstützt, wurde der Name 2003 geändert.

## Funktionen
Das Programm ist von Haus aus in seiner Optik schlicht gehalten und hat dadurch manch anderem Instant-Messenger-Client eine geringere Beanspruchung der Betriebsmittel voraus. Miranda IM liefert bereits in seiner Standardausführung Plug-ins für gängige Protokolle (AOL Instant Messenger, Gadu-Gadu, ICQ, IRC, XMPP, MSN, Yahoo Messenger) mit, auf der Homepage finden sich zudem über 350 optionale Plug-ins, die weitere Protokolle oder Funktionen nachrüsten. Sie werden in den allermeisten Fällen von Drittpersonen programmiert. Um den Einstieg in die modulare Software zu erleichtern, bieten einige Privatpersonen inoffizielle „Komplettpakete“ von Miranda IM an, welche von Haus aus über ausgewählte Plug-ins und Konfigurationen verfügen, die in der Standardvariante nicht vorhanden sind.
Neben der Vielseitigkeit durch die Plug-ins ist Miranda IM durch Sprachdateien in einer Vielzahl von Sprachen übersetzbar. Viele Plug-ins nutzen diese Möglichkeit ebenfalls, so dass Miranda IM – falls gewünscht – fast komplett auf Deutsch arbeitet.

## Entwicklung
Die Entwicklung von Miranda IM ist stets in drei Hauptversionen aufgeteilt. Dabei handelt es sich um eine stabile (momentan 0.10.x), eine Beta- und eine Alpha-Version. Die Weiterentwicklung der stabilen Version konzentriert sich auf Fehlerkorrekturen und kleinere Optimierungen, während in die Alpha-Versionen neue Funktionen sowie größere Änderungen einfließen. So sind in den Alpha-Versionen neben den Standard-Plug-ins zusätzliche Kontaktlisten- und Nachrichtenfenstererweiterungen enthalten. Diese ermöglichen zum Beispiel das Anpassen der Kontaktliste mittels Skins.
Von jeder Version erscheint sowohl eine ANSI- als auch eine Unicode-Variante, womit Miranda IM immerhin bis zur Version 0.8.27 auf allen Windowsversionen ab Windows 95, später ab 98 funktioniert. Ferner wurde mit der Alpha-Version 0.9.x auch eine 64-Bit-Variante in den Entwicklungszweig aufgenommen und der Code unwissend insofern verändert, dass der Messenger in der ANSI-Version mit Windows 95 nicht mehr funktioniert. Hinsichtlich Plug-ins Dritter muss der Benutzer in allen Fällen auf Kompatibilität achten.
Im Sommer 2012 entstand mit Miranda NG ein Fork von Miranda IM, zu dessen Entwicklung inzwischen die meisten ehemaligen Miranda-IM-Entwickler beitragen. Als Grund für die Abspaltung wurden Unstimmigkeiten zwischen den Hauptentwicklern genannt.
Da die offizielle Website miranda-im.org 2020 über mehrere Wochen nicht mehr erreichbar war und diese inzwischen auf einen Domain-Spekulanten umleitet, kann von einer Einstellung der Entwicklung ausgegangen werden.

### Linux und andere Betriebssysteme
Miranda IM ist keine plattformunabhängige Software, sondern wurde einzig für Windows geschrieben. Zwar gab es in der Vergangenheit Portierungsversuche seitens unabhängiger Programmierer, sie wurden aber allesamt mit dürftigem Ergebnis abgebrochen.
Mittlerweile wird jedoch von offizieller Seite die Standardinstallation von Miranda IM unter der Laufzeitumgebung Wine als nutzbar bezeichnet. Die Entwickler bekundeten Interesse daran, die Kompatibilität mit Wine auch von ihrer Seite aus weiter zu fördern.